# ید
ید (به انگلیسی: Iodine) یک عنصر شیمیایی با نماد شیمیایی I و عدد اتمی ۵۳ است.

## ویژگی‌های فیزیکی
- عدد اتمی: ۵۳
- جرم اتمی: ۱۲۶٫۹۰۴۴۷
- نقطه ذوب: C° ۱۱۳٫۵
- نقطه جوش: C° ۱۸۵٫۴
- شعاع اتمی: Å ۱٫۳۲
- ظرفیت: ۱٬۵٬۷
- رنگ: بنفش-خاکستری تیره شفاف
- حالت استاندارد: جامد
- نام گروه: ۱۷

## ویژگی‌های شیمیایی
واکنش‌پذیری ید از دیگر هالوژن‌ها کمتر و این عنصر، الکترون‌دهنده‌ترین هالوژن نافلز است. ید، کمیاب‌ترین هالوژن پایدار در طبیعت است و از نظر فراوانی، در رده ۶۳ام در میان عناصر قرار دارد و سنگین‌ترین عنصر در میان مواد مغذی معدنی است. عمدتاً هالوژن‌ها به خاطر انحلال‌پذیری بسیار زیاد در آب، در آب دریا بیشتر از خشکی یافت می‌شوند.

ید در شرایط استاندارد دما و فشار عنصری جامد و درخشان به رنگ آبی- بنفش مایل به سیاه است؛ که در دمای جوش ۱۸۴ درجهٔ سلسیوس به گازی بنفش رنگ و بدبو و بسیار سمی تبدیل می‌شود. کار کردن با عنصر یُد بدون محافظت خطرناک است و تنفس بخارهای به شدت سمی آن ممکن است سلامتی را جداً به خطر بیندازد. ید به راحتی در کلروفرم، کربن تتراکلرید یا کربن دی‌سولفید حل شده و محلول‌های ارغوانی رنگی به وجود می‌آورد. ید به مقدار کمی در آب قابل حل است. حل شدن ید در حلال‌های غیر قطبی مثل CS2 و CCl4 محلول را به رنگ بنفش و حلال‌های قطبی مثل آب و الکل آن را به رنگ قهوه ای درمی‌آورد. یُد آزاد در ترکیب با محلول نشاسته به رنگ آبی سیر در می‌آید. 

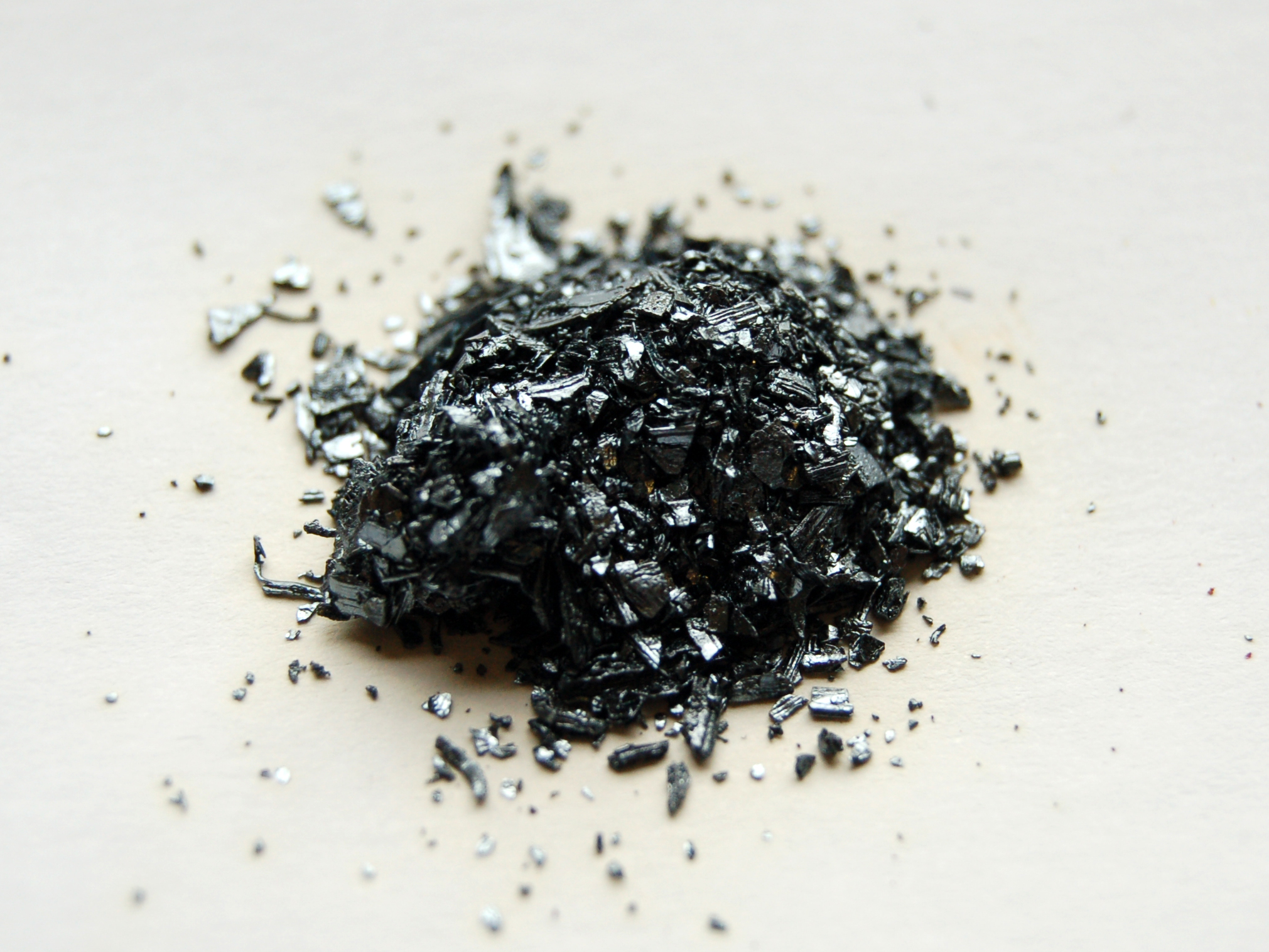

ید علاقه زیادی به ایجاد زنجیرهایی با خود دارد و از این خاصیت در ترکیبات آلی که حاوی ید هستند به عنوان کاتالیزور استفاده می‌شود. 

## تاریخچه
ید در سال ۱۸۱۱ توسط شیمی‌دان فرانسوی، برنار کورتوی کشف شد و دو سال بعد، توسط ژوزف لویی گیلوساک، نام‌گذاری شد who در زبان یونانی، ید به معنای رنگ بنفش است و به‌دلیل رنگ بنفش بخارات ید و برخی از ترکیبات آن مانند یدید، پریدات و یُدات، این عنصر به این نام‌گذاری شد.

## جداسازی
ید بسیار خالص را می‌توان از واکنش پتاسیم یدید با مس(II) سولفات تهیه کرد. البته روش‌های دیگری نیز برای جداسازی این عنصر وجود دارند.

## ایزوتوپ‌ها
برای ید، ۳۰ ایزوتوپ وجود دارد که تنها یکی از آن‌ها ید-۱۲۷ پایدار است. با این همه ایزوتوپ‌های رادیواکتیو ید کاربردهای وسیعی دارند. ایزوتوپ پرتوزای دست‌ساز ید-۱۳۱ (ساطع‌کننده پرتوی بتا) که دارای نیمه‌عمر ۸ روز است برای درمان سرطان و دیگر بیماری‌های غده تیروئید استفاده می‌شود.
ید-۱۲۹ با نیمه عمر ۱۷ میلیون سال محصولی از پراش زنون-۱۲۹ در جو زمین یا واپاشی اورانیوم-۲۳۸ است. چون اورانیوم-۲۳۸ در هنگام فعالیت‌های مربوط به انرژی هسته‌ای تولید می‌شود، وجود آن (به نسبت ید-۱۲۹) می‌تواند فعالیت‌های در حال انجام در هر مکان را مشخص کند. به همین علت از ید-۱۲۹ در مطالعات آب باران بعد از فاجعه چرنوبیل استفاده شد. همچنین به عنوان ردیاب آب‌های زیرزمینی و نشان‌دهنده پراکندگی فضولات در محیط زیست استفاده می‌شود. سایر کاربردها ممکن است به وسیلهٔ تولید ید-۱۲۹ در پوسته زمین از طریق تعدادی مکانیسم فروپاشی مختل شود.
ید-۱۲۹ از جهات زیادی شبیه کلرین-۳۶ است. کلرین-۳۶ هالوژنی قابل حل و نسبتاً واکنش‌ناپذیر است که بیشتر به صورت آنیون non-sorbing یافت شده و به وسیلهٔ واکنش‌های کیهان‌زاد، حرارت اتمی و ثابت تولید می‌شود. در مطالعات آب‌شناسی، چگاله‌های ید-۱۲۹ معمولاً به صورت نسبت ید-۱۲۹ به مقدار کلی ید گزارش می‌شود (که عملاً ید-۱۲۷ است). چون نسبت‌های کلرین-۳۶ به کلرین، ید-۱۲۹ به ید در طبیعت تقریباً کم (۱۴–۱۰ تا ۱۰–۱۰) است اوج حرارت اتمی ید-۱۲۹ به ید در طول دههٔ ۱۹۷۰ و ۱۹۸۰ تقریباً به ۷–۱۰ رسید. تفاوت ید-۱۲۹ با کلرین-۳۶ در نیمه‌عمر طولانی‌تر و به شدت زیست‌گرا (Biophilic) بودن آن است.
معمول‌ترین ترکیبات ید، یدیدهای سدیم و پتاسیم (KI) و یدیت‌ها (KIO3) هستند.

## کاربردها
از ید عمدتاً در پزشکی، عکاسی (یدید پتاسیم) و رنگ به عنوان کاتالیزور و پیگمان استفاده می‌شود. از یدید نقره (AgI) برای هسته‌سازی باران مصنوعی به عبارت دیگر بارورکردن ابرها و در صنعت ساخت فیلم عکاسی به همراه نقره برمید(AgBr) به خاطر حساسیت به نور استفاده می‌شود. ید برای ساخت تنتور یُد (محلول ید در الکل) و پوویدون آیوداین (بتادین) استفاده می‌شود زیرا دامنهٔ میکروب‌کشی یُد بسیار وسیع و گسترده‌است و بر روی ویروس‌ها، باکتری‌ها، قارچ‌ها، اسپورها و پروتوزوآ مؤثر است و آن‌ها را تخریب و نابود می‌کند.

### مواد منفجره
نیتروژن تری‌یدید بسیار ناپایدار و در ساخت مواد انفجاری کاربرد دارد.

### خوراکی
از دید خوراکی، مقدار بسیار کم ید برای موجودات زنده لازم است؛ زیرا هورمون‌های تیروئید (تیروکسین و تری‌یدوتیرونین) حاوی اتم‌های ید است که مسئول متابولیسم بدن هستند. همچنین ید مهم‌ترین عنصر برای رشد مغز انسان است.

#### بیماری کرتینیسم
کمبود ید باعث آسیب‌های مغزی به خصوص در جنین زنان باردار می‌شود. اگر زنان در دوران بارداری به حد کافی ید دریافت نکنند بچه‌های آن‌ها با اختلال یادگیری یا تیروئید مادرزادی به دنیا می‌آیند. این اختلال با نام کرتینیسم شناخته می‌شود. کمبود ید یکی از اصلی‌ترین عوامل مؤثر بر ضریب هوشی کودکان و ناتوانی‌های یادگیری و خواندن در جهان است.

#### بیماری گواتر
در مناطقی که غذای مردم دارای مقدار کمی ید باشد (مناطق دور از دریا که هیچ‌گونه غذای دریایی مصرف نمی‌شود) کمبود ید ابتلا به بیماری گواتر اصطلاحاً گواتر محلی را افزایش می‌دهد. در بیشتر (نه تمامی) این مناطق با افزودن مقدار کم سدیم یدید به نمک خوراکی از ابتلا به این بیماری جلوگیری می‌کند. این محصول به نمک یددار نیز شناخته می‌شود.

### پزشکی
ترکیبات ید در شیمی آلی مهم و در پزشکی بسیار سودمند است. از یدها و تیروکسین که حاوی ید هستند در پزشکی داخلی و در ترکیب با الکل (به‌عنوان تنتور ید) برای ضدعفونی نمودن زخم‌های بیرونی استفاده می‌شود.
تنتور ید (۳٪ ید عنصری در پایهٔ آب/اتانول) از اجزاء مهم تمامی وسایل کمک‌های اولیه است که هم برای ضدعفونی کردن زخم‌ها و هم برای پاک‌سازی آب‌های آشامیدنی سطحی استفاده می‌شود (۳ قطره در هر لیتر، پس از ۳۰ دقیقه تأثیر می‌کند).

### الکترونیک
تنگستن یدید برای افزایش روشنایی لامپ استفاده می‌شود.
1. ضد عفونی کننده: ید یک ضد عفونی کننده قوی است که برای استریل کردن و ضد عفونی کردن تجهیزات فرآوری مواد غذایی استفاده می‌شود. از ید به عنوان ضدعفونی کننده در صنایع غذایی نیز برای از بین بردن باکتری‌های مضر مانند سالمونلا و ای کولای استفاده می‌شود.
2. کنترل میکروبی: از ید برای کنترل رشد میکروارگانیسم‌ها در محصولات غذایی مانند پنیر، شیر و ماست استفاده می‌شود.
3. فرآوری گوشت: از ید به عنوان نگهدارنده در فرآوری گوشت برای جلوگیری از فساد و افزایش ماندگاری استفاده می‌شود.
4. تقویت کننده طعم: ید می‌تواند طعم محصولات غذایی مانند نان و محصولات نانوایی را افزایش دهد.
5. رنگ خوراکی: ید به عنوان رنگ در صنایع غذایی استفاده می‌شود و به محصولات رنگی عمیق و قهوه ای مایل به قرمز می‌دهد.
6. تقویت مواد مغذی: ید به نمک اضافه می‌شود تا با این ماده مغذی حیاتی که برای عملکرد تیروئید ضروری است، غنی شود.
7. بخور: از ید به عنوان ماده بخور برای محافظت از غلات ذخیره شده در برابر هجوم حشرات استفاده می‌شود.
8. تصفیه آب: از ید برای تصفیه آب در صنایع غذایی استفاده می‌شود و از سالم بودن آن برای مصرف اطمینان می‌یابد.
9. تست تحلیلی: از ید در تست‌های تحلیلی برای اندازه‌گیری سطح چربی در محصولات غذایی استفاده می‌شود.

ید می‌تواند در تولید نارنجک‌های دودزا، عوامل علامت گذاری و سایر عوامل شیمیایی استفاده شود.
ید همراه با سایر مواد شیمیایی می‌تواند دود غلیظ و متراکمی تولید کند که می‌تواند در عملیات نظامی برای ایجاد پوشش یا سردرگمی برای نیروهای دشمن استفاده شود. علاوه بر این، از ید می‌توان برای تولید عوامل نشانه گذاری که در تاریکی می‌درخشند، استفاده کرد که می‌تواند برای علامت گذاری اهداف یا برای شناسایی مکان نیروهای دوست در طول عملیات شبانه استفاده شود.

## خطرها

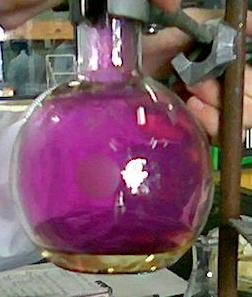
واکنش ید در محیط آزمایشگاه

یون یدید (^-I) بسیار سمی است اما سمیت آن از یُد عنصری کم تر است. ورود بیش از اندازه مورد نیاز روزانه آن به بدن باعث بیماری یدیسم می‌شود که علائم آن اضطراب شدید، تپش قلب و تعریق زیاد و کاهش غیرعادی و شدید وزن است.
یُد به حالت آزاد بسیار سمّی و تماس مستقیم آن با پوست بدن بسیار خطرناک است زیرا باعث آسیب‌ها و سوختگی‌های شیمیایی می‌شود. یُد به حالات جامد یا بخار شدیداً سمی و خطرناک می‌باشد تنفس بخارهای بنفش رنگ و سمی یُد در مقادیر کم در طولانی مدت می‌تواند برای غدهٔ تیروئید خطرناک و سرطان‌زا باشد.
هنگام کار با عنصر یُد حتماً از دستکش محافظ استفاده کنید و آزمایش با آن مخصوصاً در زمان تصعید شدن حتماً زیر هودهای با ساکشن بالای آزمایشگاهی انجام دهید. هنگام کار با یُد باید بسیار احتیاط کرد. همچنین بخار ید باعث دردناک شدن چشم و غشاء مخاطی می‌شود.
از محلول‌های ضدعفونی‌کنندهٔ موضعی یُددار مثل پوویدون آیوداین نباید برای زخم‌های عمیق و بیماران تحت درمان با لوو تیروکسین سدیم یا بیماران تحت درمان با لیتیم کربنات استفاده کرد. بیشترین مقدار مجاز یُد در هوا نباید از ۱ میلی‌گرم در هر مترمکعب (PPB ۱) فراتر رود. برای یک انسان بالغ ۲.۵ تا ۳ گرم ید مهلک و مرگبار است.